# ЗУР семейства «Стандарт»

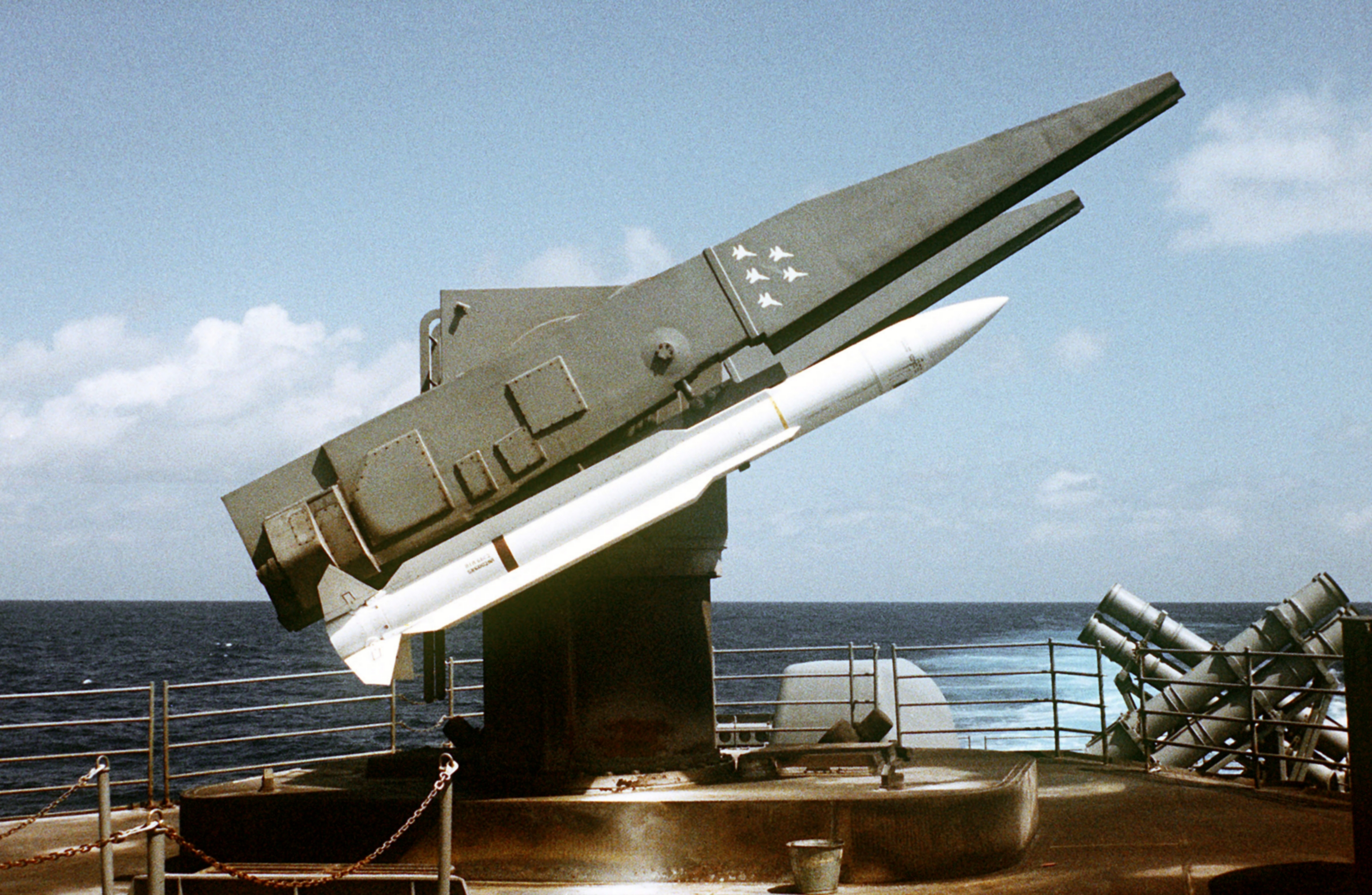
ПУ Mk. 26 с ракетой RIM-66 Standard missile (SM-2 MR) на борту крейсера USS Ticonderoga

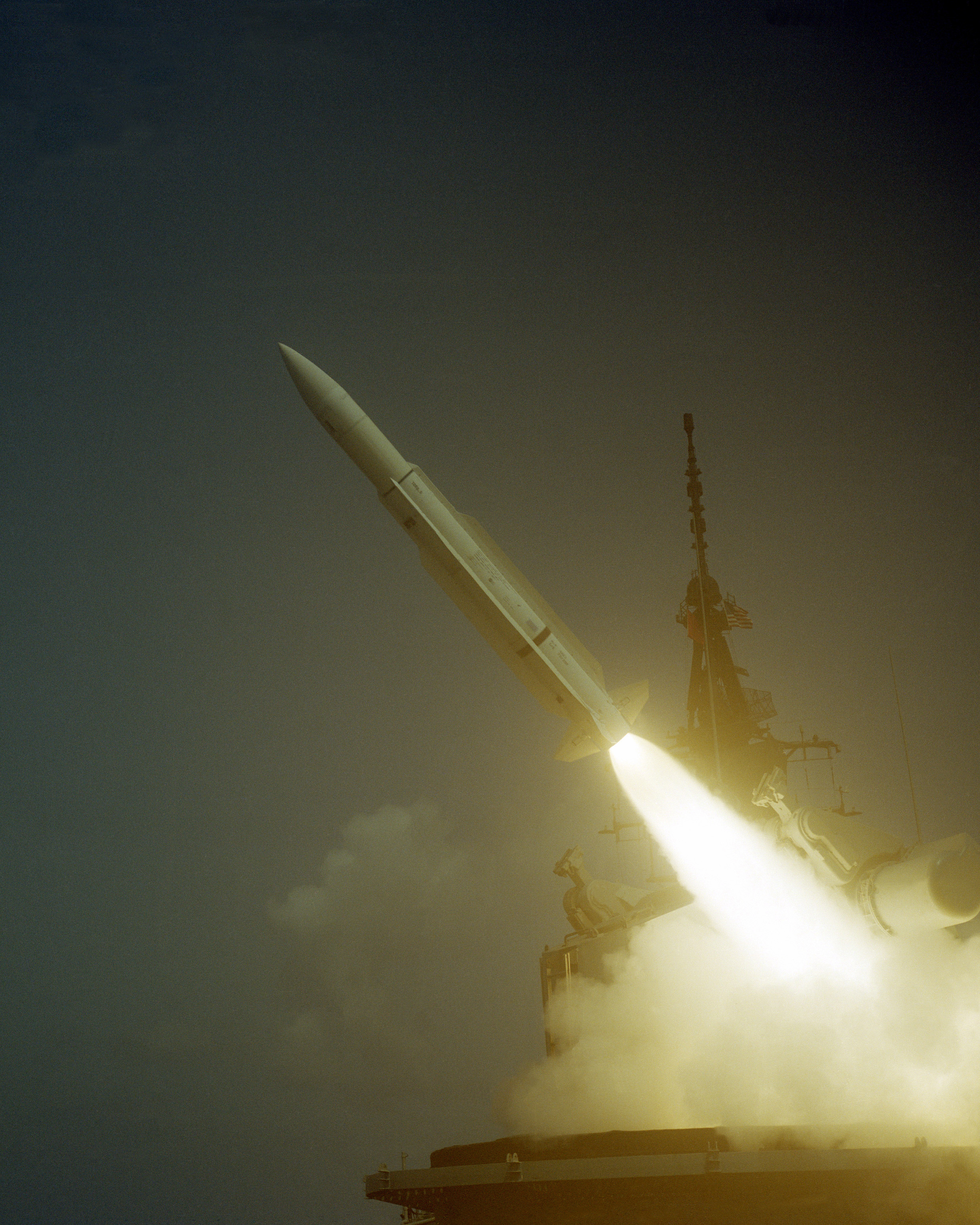
Пуск ракеты Standard Missile (SM-1) с эсминца УРО USS Sampson в районе Пуэрто-Рико

Standard — семейство американских твердотопливных зенитных управляемых ракет класса «корабль — воздух», средней и большой дальности.
До 1992 года основным подрядчиком разрабатывавшим ракеты было подразделение компании «Дженерал дайнэмикс» в Помоне, после приобретения его «Хьюз» работы по проекту вело совместное предприятие «Хьюз» и «Рейтеон» — Standard Missile Company (SMCo). Позднее, компания «Рейтеон» приобрела концерн «Хьюз», став таким образом, единственным производителем. По состоянию на 2001 год было произведено более чем 21 000 ракет семейства «Standard» различных модификаций.

## Описание
Данные ракеты являются дальнейшим развитием зенитных ракетных комплексов RIM-24 Tartar и RIM-2 Terrier. Разработка ЗУР была начата в 1964 году. В 1967 году была принята на вооружение ВМФ США ракета средней дальности SM-1MR (RIM-66A Standard), а в 1968 ЗУР большой дальности SM-1ER (RIM-67A Standard). ЗУР предназначены для обороны кораблей от ударов с воздуха на средних (от 20 до 100 км) и больших (свыше 100 км) дальностях. На базе этих ракет создано несколько модификаций противокорабельных (класса «корабль — корабль») и противорадиолокационных («воздух — поверхность») управляемых ракет с тем же названием. Производство ракет «Стандарт-1» или «SМ-1», началось в 1967 году и продолжалось в течение 20 лет вплоть до 1985-го.
На основе ЗУР «Стандарт-1» было разработано новое поколение ракет — «Стандарт-2», для применения совместно с БИУС «Иджис».

### SM-1
См. SM-1
Поколение ракет SM-1 состоит из зенитной ракеты средней дальности RIM-66 SM-1MR (являющейся развитием RIM-24 «Tartar») и дальнобойной ракеты RIM-67 SM-1ER (являющейся развитием RIM-2 «Terrier»). Ракеты этого поколения не имели автопилота, и наводились на цель непрерывно с момента запуска; таким образом, РЛС целеуказания должна была осуществлять «подсветку» цели непрерывно все время, пока летела ракета. Это существенно ограничивало огневую производительность зенитного комплекса и делало его более уязвимым для средств РЭБ.

#### RGM-66
См. SM-1 — противоповерхностные модификации
Все ракеты семейства «Стандарт» имеют ограниченные возможности по применению против надводных кораблей противника. Также было создано несколько специализированных противокорабельных модификаций, обозначенных как RGM-66. Оснащенные пассивными головками самонаведения, эти ракеты наводились на излучение работающих РЛС кораблей противника или наземных радаров; была также разработана (но не принята на вооружение) модель RGM-66F с активной головкой самонаведения.

#### AGM-78 Standard ARM
См. AGM-78 Standard ARM
Авиационная противорадиолокационная ракета, разработанная на базе SM-1 для поражения с большой дистанции радиолокаторов противника. Была разработана на замену устаревшей AGM-45 Shrike, имевшей малый радиус действия. Обладала способностью запоминать положение цели, и поражать РЛС противника даже в том случае, если та отключалась. Снята с вооружения в конце 1980-х.

#### AIM-97 Seekbat
См. AIM-97 Seekbat
Не принятая на вооружение дальнобойная ракета «воздух-воздух», разработанная на базе AGM-78 Standard ARM. Предназначалась для вооружения истребителей McDonnell Douglas F-15 Eagle; предполагалось использовать её для уничтожения скоростных перехватчиков вроде Миг-25. Должна была иметь комбинированную полуактивную радиолокационную и инфракрасную головку самонаведения; по ряду причин (не связанных с ракетой) испытания таковой были малоуспешны и ракета не была принята на вооружение.

### SM-2
См. SM-2
Поколение ракет SM-2 отличалось от предыдущего оснащением ракет инерциальным автопилотом. Оно состоит из ракеты среднего радиуса действия RIM-66 SM-2MR, дальнобойной ракеты RIM-67 SM-2ER и новой дальнобойной ракеты RIM-126 SM-2ER.
Главным отличием поколения SM-2 является наличие инерциального автопилота. Большую часть пути ракета летит по запрограммированной траектории, и нуждается в целеуказании лишь для точного самонаведения около цели. За счет этого появилась возможность значительно повысить огневую производительность комплекса; ракеты запускались в максимальном темпе в сторону целей, а РЛС целеуказания включались на несколько секунд только когда ракета оказывалась рядом с целью. Модификации семейства SM-2, разработанные для взаимодействия с БИУС «Иджис» имеют двусторонний канал связи с кораблем-носителем, что позволяет перепрограммировать автопилот в полете (например, если цель резко меняет курс).

### SM-3
См. SM-3
Поколение SM-3 представлено специализированными противоракетами RIM-161 SM-3, разработанными для поражения баллистических целей за пределами атмосферы (боевых блоков баллистических ракет и космических аппаратов на низких орбитах). Для их наведения используется модифицированная БИУС «Иджис». Ракеты данного поколения используются для перехвата космических целей и баллистических ракет малого и среднего радиуса действия на любом участке траектории (на разгоне, баллистическом участке и на входе в атмосферу) и предназначены для обороны соединений флота или наземных объектов от ограниченного ракетного нападения. Комплекс SM-3 составляет часть национальной противоракетной обороны США.

### SM-4 LASM
См. SM-4 LASM
Не принятая на вооружение версия ракеты, создававшаяся для обстрела наземных целей. Обозначенная как RGM-165 LASM (англ. Land-Attack Standard Missile - Противоповерхностная Ракета Стандарт), ракета должна была быть оснащена утяжеленной боевой частью и инерциальным наведением, комбинированным с наведением по GPS. Флот предполагал использовать ракету как замену тяжелой морской артиллерии, для бомбардировки берега и поддержки действий морской пехоты, поражая укрепления, скопления войск противника и позиции обороны. Хотя испытания прошли успешно, флот отказался от принятия ракеты на вооружение ввиду её неспособности поражать хорошо защищенные или подвижные цели.

### SM-5
Проект зенитной ракеты нового поколения, имеющей активную радиолокационную головку самонаведения и возможность внешнего целеуказания. Позднее перезапущен как SM-6.

### SM-6
См. SM-6
Поколение SM-6 представляет собой новый шаг в развитии ракет семейства «Стандарт», представленный новой дальнобойной зенитной ракетой RIM-174 SM-6 ERAM (англ. Extended Range Active Missile — активно самонаводящаяся, увеличенной дальности ракета. Основным отличием от предшествующих поколений является применение активной радиолокационной головки самонаведения, что позволяет ракетам SM-6 эффективно поражать цели без целеуказания с борта корабля-носителя. Это существенно повышает эффективность применения по низколетящим целям (укрытым от радаров корабля-носителя за горизонтом) и позволяет поражать цели по внешнему целеуказанию (например, с борта самолета ДРЛО).

## ТТХ
| Система            | SM-1 Medium Range    | SM-1 Extended Range  | SM-2 Medium Range     | SM-2 Extended Range         | SM-3                            | SM-6 ERAM                           |
| ------------------ | -------------------- | -------------------- | --------------------- | --------------------------- | ------------------------------- | ----------------------------------- |
| Вариант            | RIM-66E              | RIM-67A              | RIM-66M               | RIM-156A                    | RIM-161B                        | RIM-174                             |
| Длина              | 4,41 м               | 7,90 м               | 4,72 м                | 6,55 м                      | 6,60 м                          | 6,55 м                              |
| Стартовый вес      | 630 кг               | 1340 кг              | 708 кг                | 1466 кг                     | 1501 кг                         | 1500 кг                             |
| Диаметр            | 0,34 м               | 0,34 м               | 0,34 м                | 0,53 м                      | 0,34 м                          |                                     |
| Размах крыла       | 1,08 м               | 1,60 м               | 1,08 м                | 1,08 м                      | 1,57 м                          |                                     |
| Двигатель          | одноступенчатый РДТТ | двухступенчатый РДТТ | одноступенчатый РДТТ  | двухступенчатый РДТТ        | трёхступенчатый РДТТ            |                                     |
| Дальность          | 45 км                | 65 км                | 167 км                | 240 км                      | 500+ км                         | 240 км                              |
| Высота             | 24 км                | 24 км                | 24+ км                | 33 км                       | > 247 км                        | 33 км                               |
| Скорость           | М2+                  | М2+                  | М3,5                  | М3,5                        | 9600 км/ч                       | М3,5                                |
| Система управления | ПАРЛ                 | ПАРЛ, ИНС            | ПАРЛ, ИНС, ИК         | ПАРЛ, ИНС                   | ГНСС, ИНС, ИК                   | ИНС, АРЛ                            |
| Боевая часть       | 62 кг Стержневая     | 62 кг Стержневая     | 113 кг Осколочная     | 113 кг Осколочная           | LEAP (кинетический перехватчик) | кинетическая или осколочная Mk 125  |
| Пусковая установка | Mk 13                | Mk 10                | Mk 13 / Mk 26 / Mk 41 | Mk 41 (вертикальная, Иджис) | Mk 41                           | Mk 41                               |
| На вооружении, с   | 1983                 | 1969                 | 1981                  | 1998                        | Испытания с 2004                | Планируется с 2011 Испытания с 2008 |
| Стоимость единицы  | 601 500 USD          | 409 000 USD          | 421 400 USD           | k.A.                        | ~990 000 USD                    |                                     |

- В таблицу не включены ТТХ ракеты AGM-78 Standard ARM, которая так же относится к семейству «Стандарт», хотя и не получила индекса SM. AGM-78 — противорадиолокационная ракета воздушного базирования дальнего действия, использовалась американским военно-морским флотом и американскими военно-воздушными силами во время войны во Вьетнаме.

### Закупки
| Закупки ракет для ВМС США | Закупки ракет для ВМС США | Закупки ракет для ВМС США | Закупки ракет для ВМС США | Закупки ракет для ВМС США | Закупки ракет для ВМС США | Закупки ракет для ВМС США |
| Год                       | Количество                | Бюджет (млн долл.)        | Бюджет (млн долл.)        | Бюджет (млн долл.)        | Бюджет (млн долл.)        | Источн.                   |
| Год                       | Количество                | Ракеты                    | НИОКР                     | Запчасти                  | Итого                     | Источн.                   |
| ------------------------- | ------------------------- | ------------------------- | ------------------------- | ------------------------- | ------------------------- | ------------------------- |

## Боевое применение
12 октября 2016 года, американский эсминец USS DDG-87 «Мэйсон» применил две ракеты SM-2MR и одну ESSM для отражения атаки противокорабельных ракет, запущенных с территории Йемена.

### Русскоязычные
- Ваннах, Михаил. Потомки Тартара рвутся к небу (недоступная ссылка — история). Компьютерра (9 июня 2008). Дата обращения: 1 ноября 2012.
- ЗРК — США — Стандарт Сайт Энциклопедия Кораблей
- ЗУР СЕМЕЙСТВА «STANDARD» Сайт Вестник ПВО

### Иноязычные
- Страница The Standard Missile Family Оф. сайт Raytheon
- Raytheon’s Standard Missile Naval Defense Family (SM-1 to SM-6) (англ.). Defense Industry Daily (4 октября 2012). Дата обращения: 30 октября 2012. Архивировано 5 ноября 2012 года.